# Žaga (industrijski obrat)

Žaga je industrijski obrat za razrez lesa, v katerem hlodovino razrežejo na deske, plohe ali furnir različnih debelin in dimenzij.

## Žaga venecijanka
Žaga venecijanka je najstarejši tip žage na vodni pogon, ki ima zgolj en list žage in leseno ogrodje za žaganje hlodov.

## Tračna žaga
Za profesionalni razrez hlodovine, tudi najtežih in najtrših vrst tropskega lesa, se danes večinoma uporabljajo velike motorizirane in računalniško vodene tračne žage, z močno hidravliko, zelo širokim listom žage, servo nadzorom pozicioniranja, laserskim sistemom ter veliko hitrostjo povratnega pomika, kar vse omogoča večjo kapaciteto proizvodnje.